# Не чужие
«Не чужи́е» — российский драматический художественный фильм 2018 года, снятый режиссёром Верой Глаголевой (последняя режиссёрская работа) по пьесе Ольги Погодиной-Кузминой «Глиняная яма». Производство картины было завершено уже после смерти Веры Глаголевой (31 января 1956 — 16 августа 2017).
Премьера фильма в России состоялась 15 ноября 2018 года.

## Сюжет
В русской глубинке жизнь словно застыла в 1990-х годах. Здесь можно спрятаться от тревог большого мира, залечить душевные раны. Так рассуждает Мила, решив возвратиться в дом матери после неудачной попытки «покорить Москву». Тем временем её сестра Галя выходит замуж за Рустама, молодого красавца из Средней Азии. Он становится причиной страстей между сёстрами.

## В ролях
- Санжар Мади — Рустам
- Татьяна Владимирова — мать Галины и Милы
- Лилия Волкова — Мила
- Анна Капалева — Галина
- Дмитрий Кривочуров — Сергуня
- Иван Титяев — Миша
- Ольга Прихудайлова — соседка
- Бибигуль Суюншалина — невеста брата
- Наталья Рожкова — Анна Ивановна

## Фестивали и награды
- 2018 — III Ялтинский международный кинофестиваль «Евразийский мост» — Диплом жюри за блестящий актерский ансамбль